# 戸梶圭太
戸梶 圭太（とかじ けいた、1968年 -）は、日本の小説家。東京都出身。学習院大学文学部心理学科卒業。
これまで他の作家が手をつけなかった下流（下層）社会、知能の低い大人、行き詰まった地方、場当たり犯罪、コミュニティーの崩壊など、病んだ日本を象徴するような題材を独特のユーモアセンスと映画的ヴァイオレンス描写で書き続ける。また、そういった社会派作品とは別に娯楽性の高い時代小説やSF小説も書く。本業のかたわらで音楽、映画、写真も大量に創作している。
1999年、『闇の楽園』で第3回新潮ミステリー倶楽部賞を受賞。

## 著作

### シリーズ作品

#### ご近所探偵TOMOEシリーズ
- ご近所探偵TOMOE〈episode1〉（2001年12月 幻冬舎文庫）
- ご近所探偵TOMOE〈episode2〉（2002年2月 幻冬舎文庫）
- ご近所探偵TOMOE〈episode3〉（2002年6月 幻冬舎文庫）
  - episode4 - 6は携帯小説（ケータイ livedoor）で掲載
- ご近所探偵TOMOE1―ものスゲー女が飛んでいる！（2007年7月 ゴマブックス） - 「episode4」と同内容

#### 鉤崎シリーズ
- クールトラッシュ―裏切られた男（2004年9月 光文社 カッパ・ノベルス）
- ビーストシェイク―畜生どもの夜（2005年1月 光文社 カッパ・ノベルス）
- もっとも虚しい仕事―ブラッディースクランブル（2006年6月 光文社 カッパ・ノベルス）

#### シルクロード少年ユートシリーズ
- シルクロード少年ユート1 ありえない出会い（2006年9月 アスキー）
- シルクロード少年ユート2 迫りくる時間警察（2007年5月 アスキー）
- シルクロード少年ユート3 たとえ帰れなくても（2007年10月 アスキー）

#### 星乃神警視正シリーズ
- 迷宮警視正（2012年1月 徳間文庫）
- 迷宮警視正 最後の秘境（2012年6月 徳間文庫）

#### 星野巌シリーズ
- おじいちゃんもう一度最期の戦い（2013年3月 オークラ出版 NMG文庫）
- 西東京市白光団地の最凶じいちゃん・イワオ (74)1（2015年4月 オークラ出版文庫） - 5エピソード収録。第1～3話は『おじいちゃんもう一度最期の戦い』と同内容
- 西東京市白光団地の最凶じいちゃん・イワオ (74)2（2015年6月 オークラ出版文庫） - エピソード6～10収録
- 西東京市白光団地の最凶じいちゃん・イワオ (74)3（2015年8月 オークラ出版文庫） - エピソード11～15収録

### 単発作品
- 闇の楽園（1999年1月 新潮社 / 2002年2月 新潮文庫）
- 溺れる魚（1999年6月 新潮社 / 2001年1月 新潮文庫）
- レイミ―聖女再臨（2000年4月 祥伝社 ノン・ノベル）
  - 【改題】Reimi―聖女再臨（2003年9月 祥伝社文庫）
- ギャングスタードライブ（2000年5月 幻冬舎 / 2003年10月 幻冬舎文庫）
- 赤い雨（2000年10月 幻冬舎文庫）
- the TWELVE FORCES〜海と大地をてなずけた偉大なる俺たちの優雅な暮らしぶりに嫉妬しろ！〜（2000年12月 角川書店）
- なぎら☆ツイスター（2001年6月 角川書店）
  - 【大幅改稿】なぎら☆ツイスター（2012年2月 文春文庫）- 2001年の単行本を大幅改稿した新版
- 湾岸リベンジャー（2001年7月 祥伝社 / 2011年6月 祥伝社文庫）
- 未確認家族（2001年10月 新潮社 / 2005年1月 新潮文庫）
- 牛乳アンタッチャブル（2002年2月 双葉社 / 2004年5月 双葉文庫 / 2014年 双葉文庫【新装版】[注釈 1]）
- アウトリミット（2002年3月 徳間書店 / 2005年2月 徳間文庫）
- トカジノフ（2002年8月 角川書店 / 2006年8月 角川文庫）
- トカジャンゴ（2002年9月 角川書店 / 2006年9月 角川文庫）
- 燃えよ！刑務所（2003年6月 双葉社 / 2007年1月 双葉文庫）
- ドクター・ハンナ（2003年7月 徳間書店）
  - 【改題】ドクター・ハンナ―死と踊る美人女医（2007年1月 徳間文庫）
- CHEAP TRIBE―ベイビー、日本の戦後は安かった（2003年8月 文藝春秋 / 2006年8月 文春文庫）
- さくらインテリーズ（2003年9月 早川書房 / 2008年1月 ハヤカワ文庫JA）
- トカジャクソン（2003年9月 光文社）
- あの橋の向こうに（2003年12月 実業之日本社）
- 天才パイレーツ（2004年4月 朝日新聞出版）
- 自殺自由法（2004年8月 中央公論新社 / 2007年11月 中公文庫）
- アウトオブチャンバラ（2004年11月 講談社 / 2007年10月 講談社文庫）
- トカジャングル（2004年12月 講談社）
- グルーヴ17（セヴィンティーン）（2005年4月 新潮社）
- 嘘は止まらない（2005年3月 双葉社）
- 東京ライオット（2005年7月 徳間書店）
- ちぇりあい―ちぇりーぼーいあいでんてぃてぃ（2006年3月 祥伝社）
- 宇宙で一番優しい惑星（2006年3月 中央公論新社 / 2008年2月 中公文庫）
- バカをあやつれ！（2006年10月 文藝春秋）
- 誘拐の誤差（2006年10月 双葉社 / 2010年7月 双葉文庫）
- ツーカイ！ 金剛地くん（2007年2月 徳間書店）
- 下流少年サクタロウ（2007年9月 文藝春秋）
- ディープトリップ7（2008年5月 早川書房）
- 今日の特集（2008年9月 中央公論新社 / 2011年9月 中公文庫）
- 判決の誤差（2008年12月 双葉社 / 2011年2月 双葉文庫）
- センチュリー・オブ・ザ・ダムド（2009年8月 早川書房）- 第5回日本ホラー小説大賞長篇賞候補作を全面改稿
- 見当たり捜査官（2010年9月 双葉社 / 2013年8月 双葉文庫）
- 孤島の誘拐（2011年9月 双葉文庫）
- 原子力宇宙船地球号（2012年9月 イーストプレス）
- レジスタンス、ニッポン（2013年3月 双葉社）
- 劣化刑事（2013年8月 徳間文庫）
- 僕たちのスカイマップ（2016年7月 ポプラ文庫ピュアフル）
- 血祭り（2016年12月 文芸社文庫）
- 忘霊ラジオ殺人事件!?（2016年12月 ポプラ文庫ピュアフル）
- 黒夢（2017年6月 文芸社文庫）
- あいつは戦争がえり（2017年10月 文芸社文庫）
- 狂乱羊群 あいつは戦争がえり2（2018年2月 文芸社文庫）

### アンソロジー
「」内が戸梶圭太の作品
- ザ・ベストミステリーズ 2005 推理小説年鑑（2005年7月 講談社）
  - 【改題】仕掛けられた罪 ミステリー傑作選（2008年4月 講談社文庫）「マイ・スウィート・ファニー・ヘル」
- 決断―警察小説競作（2006年1月 新潮文庫）「闇を駆け抜けろ」
- バカミスじゃない!?―史上空前のバカミス・アンソロジー（2007年6月 宝島社）
  - 【分冊・加筆・増補】奇想天外のミステリー（2009年8月 宝島社文庫）「悪事の清算」 - 写真小説
- 5分で読める！ 怖いはなし（2014年6月 宝島社文庫）「TL殺人」「ママ、痛いよ」「生き残り」の3篇を収録。

### 電子書籍
- ザ・ビーチキーパー（2011年5月 徳間メディアプラス）
- コロナ日本の内戦（2020年5月キンドルダイレクトパブリッシング）
- 僕とじいちゃんと彗星Z（2020年5月キンドルダイレクトパブリッシング）
- ステップファミリー明乃とさやか（2020年5月 キンドルダイレクトパブリッシング）
- シュレッドタワーと哀しい人たち（2020年5月キンドルダイレクトパブリッシング ）
- 高く立て、低く這え（2020年6月 キンドルダイレクトパブリッシング）
- 空からの死、地からの命 あいつは戦争がえり3（2020年6月 キンドルダイレクトパブリッシング）
- 忘れ死神ぴよ（2020年8月 キンドルダイレクトパブリッシング）
- Stay Sitty（2020年9月 キンドルダイレクトパブリッシング）
- 5Gマンを殺せ（2020年12月 キンドルダイレクトパブリッシング）
- みなさまのキルスイッチ(2021年8月キンドルダイレクトパブリッシング)
- 夫婦のはらわた(2021年11月 キンドルダイレクトパブリッシング)
- 天国にいけない蟲(2022年2月 キンドルダイレクトパブリッシング)
- 多元宇宙りんご町(2022年4月 キンドルダイレクトパブリッシング)
- 多元宇宙りんご町2(2022年5月 キンドルダイレクトパブリッシング)
- 多元宇宙りんご町3(2022年6月 キンドルダイレクトパブリッシング)
- 多元宇宙りんご町4(2022年7月 キンドルダイレクトパブリッシング)
- 多元宇宙りんご町5　りんご町ラップバトル(2022年10月キンドルダイレクトパブリッシング)

### 単行本未収録作品
- 給食仮面[注釈 2]
- チャリオット・オブ・ライアー[注釈 2]
- カヒラの呼び声[注釈 2]
- キングカルロス[注釈 2]
- 激闘!!イナカ娘 （特選小説）[注釈 2] - 写真小説

## 映像化作品
映画
- 溺れる魚（2001年2月、東映、主演：椎名桔平、監督：堤幸彦）…本人もラストに路上でみかん箱を机に執筆する人物で出演している。

テレビドラマ
- ご近所探偵TOMOE（2003年3月29日放送、WOWOW『ドラマW』内で放送、主演：野波麻帆、監督：堤幸彦）
- アウトリミット（2005年10月10日放送、WOWOW『ドラマW』内で放送、主演：岸谷五朗、監督：下山天）

アニメ
- シルクロード少年 ユート（2006年9月16日-2007年3月24日、全26話、NHK-BS2）

## コミック原作
- ギャングスタードライブ（2003年9月 秋田書店）- 画・大西和文
- 湾岸リベンジャー（2004年2月- 小学館 全2巻）- 画・ 中村ゆたか
- 牛乳アンタッチャブル（2005年2月- 双葉社 全2巻）- 画・市川智茂

## 監督映画
- Jの利用法（2003年）[注釈 3][注釈 2]
- 二種族激突（2003年）[注釈 3]
- 木岐ノ町貝塚組（2004年）[注釈 4][注釈 2]
- 映画監督ゆみこ（2004年）[注釈 4]
- やら犯（2005年）[注釈 2]
- 囚人プロレス（2005年）
- トカジャップTV（2006年、夕張国際映画祭オフシアター部門出品作品）
- REALMEN STAND!（2006年）
- パチKILLジャポン（2006年）
- 闇を駆け抜けろ!（2007年、夕張国際映画祭招待作品）
- 夢まで百億光年（2008年）
- 生活保護打ち切り隊（2008年）※唯一、市販&レンタルDVD化された作品。
- ビューティキルズ!（2009年）

## 脚本
- デッドボール（監督：山口雄大、2011年7月23日公開）

## 映画音楽
- BRIGHT AUDITION（2014年4月公開、監督：遊佐和寿、DVD ポニーキャニオン）
- 聖ゾンビ女学院 (2017年5月27日公開、監督：遊佐和寿)
- 鶴見萌のGunソムリエ(虹のコンキスタドールのYoutubeチャンネル内のコーナー　音楽を担当)